# Yuri Isageum
Yuri Isageum (Hangeul: 유리이사금; Altkoreanisch: 儒理尼師今; * ?; † 57), auch bekannt als Norye Nijilgeum (弩禮尼叱今), war von 24 bis 57 n. Chr. der dritte König Sillas. Er war der Sohn von Namhae Chachaung und seiner Ehefrau Unje.
Seine Ehefrau soll entweder die Tochter von König Ijigalmun (日知葛文王), König Heorugalmun (許婁葛文王) oder König Sayo (辭要王) gewesen sein.
Der Königstitel Isageum wird auch als Nijilgeum (尼叱今) und Chijilgeum (齒叱今) geschrieben. Kim Dae-mun, der Hofhistoriker von Silla im 8. Jahrhundert sagt aus, dass es sich bei Isageum um ein ältere Form von Itgeum bzw. Isgeum (齒理) handelt. Die mittlere Silbe -sa- 師 von isageum 尼師今, soll die phonographische Repräsentation des Bindeelements -s- gewesen sein. Die Wortbedeutung ist unbekannt, die erste Silbe is- bzw. nis- 尼 wird jedoch gelegentlich mit dem koreanischen Wort für Zahn ippal 이빨 bzw. mittelkoreanischen nispal 닛발 in Verbindung gebracht.

## Leben und Herrschaft
Im Februar 25 besuchte er den Schrein den sein Vater errichtet hatte und Yuris Großvater Hyeokgeose gewidmet war. November 28 verfasste er das Gedicht Dosolga (兜率歌). Im Frühling des Jahres 32 fand eine Umstrukturierung der Jinhan-Konföderation statt. Zugehörige Aussagen in der Chronik der Drei Reiche (Samguk Sagi) behaupten, dass Nachnamen verliehen und die Rangstruktur der späteren Silla-Gesellschaft geschaffen wurden. Allerdings handelt es sich dabei höchstwahrscheinlich um eine rückprojizierende Konstruktion aus späterer Zeit, da die erwähnten Nachnamen erst ab dem 6. bzw. 7. Jahrhundert auftauchen.
Im selben Jahr wird erstmals das koreanische Volksfest Chuseok, bzw. Hangawi erwähnt. Der König initiierte im Herbst einen Wettbewerb. Er teilte die sechs Mitgliedsstämme Sillas formell in zwei unterschiedliche Fraktionen auf. Zwei Prinzessinnen wurden beauftragt, jeweils die Frauen ihrer Abteilung zu leiten und eine Organisation der Gruppen zu schaffen. Ab dem 16. Juli versammelten sich die Frauen täglich früh auf dem Hof der größeren Abteilung. Dort webten sie bis etwa 22 Uhr. Am 15. August wurde die Menge ihrer produzierten Webware überprüft. Die Verlierermannschaft hatte die Aufgabe, der siegreichen Mannschaft zur Anerkennung alkoholische Getränke und Speisen bereitzustellen.
Nach diesem Wettbewerb wurde ein Fest abgehalten, das Gabae (嘉俳) genannt wurde und Gesang, Tanz und verschiedene Spiele umfasste. Gabae ist der ursprüngliche Begriff für Chuseok (秋夕). Chuseok wird im Koreanischen auch Gawi 가외 oder Hangawi genannt. Das Wort Gabae wird als phonetische Entwicklung von Gabae zu Gawoe 가외 und Gawi 가외 angesehen. Han in Hangawi bedeutet groß.
Währenddessen stand eine Frau aus der Verlierergruppe auf, tanzte und rief „Hoeso (會蘇), Hoeso!“. Ihr Ton wurde als traurig und elegant beschrieben. Spätere Generationen komponierten ein Lied nach diesem Ruf und nannten es Hoesogok (會蘇曲).
Im Jahr 34 gab es ein Erdbeben und eine Quelle entsprang. Im Juni selben Jahres gab es eine Überschwemmung. Im Jahr 34 fiel Nakrang in Tasanseong (朶山城) ein. Drei Jahre später griff König Muhyeol von Goguryeo Nakrang an und „vernichtete“ es. 5000 Menschen ergaben sich an Silla.
September 40 verschworen sich die Bewohner der beiden Bezirke Hwaryeon-hyeon (華麗縣) und Bulnae-hyeon (不耐縣) aus der Lelang-Kommandantur miteinander und führten Kavallerie an, um die nördliche Grenze (Sillas) zu überfallen. Der Anführer des Maek-Volkes entsandte Krieger um Silla zu unterstützen und schlug die Angreifer am Gokha-Fluss (曲河) zurück. Der König war erfreut und knüpfte freundschaftliche Beziehungen zu den Maek. Die Maek lebten in der heutigen Provinz Gangwon-do, zwischen Chuncheon und der Ostküste.
Im September 57 verschlechterte sich der Gesundheitszustand des Königs. Er überging seine beiden Söhne und übertrug die Herrschaft an Talhae Isageum, den er für geeigneter hielt. Er starb im Oktober desselben Jahres und wurde in Sareungwon (蛇陵園) bestattet.